# Hières-sur-Amby
Hières-sur-Amby település Franciaországban, Isère megyében. Lakosainak száma 1198 fő (2022. január 1.). Hières-sur-Amby Saint-Vulbas, Vernas, Annoisin-Chatelans, La Balme-les-Grottes és Saint-Baudille-de-la-Tour községekkel határos.

## Népesség
A település népességének változása:
| Lakosok száma | 640  | 835  | 925  | 1119 | 1225 | 1245 | 1192 | 1171 | 1161 | 1198 |
|               | 1968 | 1982 | 1990 | 2006 | 2013 | 2015 | 2017 | 2019 | 2020 | 2022 |